# 자동 구성 네트워크
자동 구성 네트워크(self-organizing network, SON)는 모바일 무선 접속 네트워크의 계획, 구성, 관리, 최적화, 문제 수정을 더 간단하고 더 빠르게 만들기 위해 설계된 자동화 기술이다. SON 기능과 동작은 3GPP와 NGMN 등의 단체가 제시한, 범용적으로 수용되는 모바일 산업 권고안에 정의, 규정되어 있다.
SON은 일련의 표준의 3GPP 릴리스 8과 차기 사양에 정의되었으며, 여기에는 36.902, 그리고 NGMN의 유스케이스를 요약한 공개 백서가 포함된다. SON 기능을 활용한 최초의 기술은 LTE이지만 이 기술은 UMTS 등 더 오래된 무선 접속 기술에 적용되고 있다. LTE 사양은 본연적으로 3GPP LTE Rel. 8의 대표격 기능인 ANR(Automatic Neighbor Relation) 감지 등의 SON 기능을 지원한다.

## 문헌
- C. Brunner, D. Flore: Generation of Pathloss and Interference Maps as SON Enabler in Deployed UMTS Networks. In: Proceedings of IEEE Vehicular Technology Conf. (VTC Spring '09). Barcelona, Spain, April 2009